# Donald McKay
Donald McKay (ur. 4 września 1810 w Jordan Falls w Nowej Szkocji, zm. 20 września 1880 w Hamilton w stanie Massachusetts) – amerykański konstruktor statków kanadyjskiego pochodzenia.

## Życiorys
W 1827 wyemigrował z Kanady do Nowego Jorku, pracował jako terminator u okrętowego cieśli Isaaca Webba. W 1845 w Bostonie założył stocznię, w której projektował i budował szybkie statki żaglowe - klipry. Pierwszy jego statek, Stag Hound, został zwodowany w 1850 i stał się wzorem dla wielu innych, w tym statku Lightning, który ustanowił światowy rekord 436 mil morskich dziennie, osiągając czasami prędkość 21 węzłów. Kliper James Baines ustanowił rekord, opływając świat w 133 dni i pokonując Atlantyk w 12 dni i 6 godzin płynąc z Bostonu do Liverpoolu. Great Republic, ważący 4555 ton, mierzący 108 m długości, 18 szerokości, o czterech masztach i pojemności 3400 BRT, był największym żaglowcem, jaki kiedykolwiek zbudowano. W 1855 był zmuszony zamknąć stocznię z powodu braku popytu na żaglowce. W 1863 wyposażył stocznię budującą żelazne statki i zbudował kilka takich statków dla marynarki wojennej USA, w tym okręt Nausett, jednak nie odniósł sukcesu finansowego w tej pracy. W 1869 zbudował swój ostatni żaglowiec, Glory of the Seas, który żeglował aż do 1923.